# 于松柏
于松柏（1962年11月—），男，山东文登人，中华人民共和国政治人物。

## 生平
1993年至1994年6月，担任烟台市纪委监察综合室副主任。1994年6月升任综合室主任。1997年12月，担任莱阳市副市长。2001年2月，任莱阳市委副书记、市长。2005年，担任中共莱阳市委书记兼市人大常委会主任、市委党校校长。2008年，担任重庆市潼南县委书记。2010年8月，任重庆市潼南县委书记。2012年，担任烟台市政府副市长。2015年11月，任烟台市委常委、统战部部长，后任秘书长、改革办主任。2021年2月，当选为烟台市人大常委会主任。